# 李相浩
李相浩（：／ Lee Sang-ho，2000年11月23日—，遊戲ID：Effort）是一名南韩英雄联盟职业选手，目前效力OK BRION。他所在的位置是辅助。

## 生平

### 早年
李相浩在2000年11月23日出生于韩国。他在中学的第一年里接触了英雄联盟。他的榜样是SK Telecom T1的前辅助成员李宰完（“Wolf”）。

### 职业生涯
2017年11月，SK Telecom T1宣布签下了青训的练习生，李相浩。他于2017年11月29日首次作为职业选手登场，并使用了布里茨
来迎接他的出道战。
2019年春季賽前SKT進行大換血，僅保留Faker以及Effort兩名成員，其主力輔助位置由Mata取代，整個春季賽並未上陣。直到2019年7月27日對KT Rolster比賽中先發，並中止SKT五連敗成績，自此取代了Mata成為固定輔助。
2019年8月31日，Effort首次代表SK Telecom T1出征LCK夏季赛的决赛，并成功地和他的队友们获得了冠军。这也是他职业生涯中第一个冠军。
2020年12月1日，T1官方宣布Effort轉隊，而加入Liiv Sandbox。

## 名称由来
“Effort”的名称是来自于星际争霸的选手，金正宇（“EffOrt”）。李相浩在采访中曾表示他观看了很多星际争霸的比赛，当中金正宇是他喜欢的选手，也因此选择了Effort这个名称。

## 队伍成绩
| 年度 | 队伍          | 荣誉                    | 名次 |
| ---- | ------------- | ----------------------- | ---- |
| 2017 | SK Telecom T1 | 2017 KeSPA Cup          | 3–4  |
| 2018 | SK Telecom T1 | 2018 LCK 春季赛         | 4    |
| 2018 | SK Telecom T1 | 2018 LCK 夏季赛         | 7    |
| 2018 | SK Telecom T1 | 2018 LCK 冒泡赛         | 4    |
| 2019 | SK Telecom T1 | 2019 LCK 春季赛         | 1    |
| 2019 | SK Telecom T1 | 2019 英雄聯盟季中邀請賽 | 3–4  |
| 2019 | SK Telecom T1 | 2019 LCK 夏季赛         | 1    |
| 2019 | SK Telecom T1 | 2019 英雄联盟全球总决赛 | 3–4  |
| 2020 | T1            | 2019 KeSPA Cup          | 3–4  |
| 2020 | T1            | 2020 LCK 春季賽         | 1    |
| 2020 | T1            | 2020 季中杯賽A組        | 4    |
| 2020 | T1            | 2020 LCK 夏季赛         | 5    |
| 2020 | T1            | 2020 LCK 冒泡赛         | 2    |